# CRB El Milia
Der Chabab Riadhi Baladiat El Milia (auf Arabisch: الشباب الرياضي لبلدية الميلية, und in Tifinagh: ⴻⵍ ⵎⵉⵍⵉⴰ ⵉⵃⵓⴷⵔⵉⵢⵏ), häufiger abgekürzt als CRB El Milia oder CRBEM, ist ein algerischer Fußballverein, der 1935 gegründet wurde und in der Stadt El Milia ansässig ist. Der Verein wurde am 23. März 1935 offiziell anerkannt.
Es ist einer der ältesten Vereine in der Geschichte des algerischen Fußballs und der erste in der Provinz Jijel. Die Spieler des Vereins werden Die Roten Reiter genannt. Der CRBEM nahm ab dem Gründungsjahr 1935 an seinen ersten offiziellen Wettbewerben in der Liga von Constantine der Football Association teil.
Der CRB El Milia spielt im Saidouni-Bachir-Stadion (Boutias), das sich am Stadtrand befindet. Es gilt als eine der besten Fußballschulen in der Region. Allerdings bleibt der Mangel an Finanzierung das Hauptproblem des Vereins, um auf höchstem Niveau konkurrieren zu können.

## Geschichte

### Französische Kolonialzeit
Anfangs hieß der Verein: Avenir d’El Milia und trug die Farben Schwarz und Weiß. Bereits 1911 wurde ein Sportverein gegründet, der als Kern des Clubs diente, der zur Zeit der französischen Kolonialzeit den sportlichen Aktivismus der Algerier gegenüber den von Europäern zusammengesetzten Vereinen verkörperte. Während des Algerienkriegs setzte der Verein seine Teilnahme an Wettbewerben gemäß den Anweisungen der FLN aus.

### Zeit des unabhängigen Algerien
Nach der Unabhängigkeit Algeriens reorganisierten die Vereinsleiter die Mannschaft grundlegend angesichts der bevorstehenden Wettbewerbe.

## Erfolge im Algerischen Pokal

### Erfolge des Seniorenteams
Der CRB El Milia erreichte sein bestes Ergebnis im Algerischen Pokal, indem er in der Ausgabe 2002/03 das Achtelfinale erreichte. Der Verein eliminierte am 2. März 2003 den MC Bouira in der 32. Runde im Elfmeterschießen (3 erfolgreiche Schüsse gegen 0, nach einem 2:2-Ergebnis). In der nächsten Runde traf El Milia auf den anderen Verein der Provinz Jijel, den JS Djijel, und gewann das Spiel am 13. März 2003 im Stadion Abdel Madjid Bouteldja in Skikda mit 1:0 in der Verlängerung durch ein Tor von Ahdjila Rafik. Im Achtelfinale unterlag der CRBEM dem MO Constantine am 24. März 2003.

### Erfolge des Jugendteams
Das Jugendteam erreichte das Finale des Algerischen Jugendpokals in der Ausgabe 2002/03. Dieses Finale wurde am 12. Juni 2003 ausgetragen. Die Jugendmannschaft vertrat den Osten Algeriens im Stadion Mustapha-Tchaker in Blida gegen die ASM Oran. Die Jugendmannschaft unterlag mit 3:2.